# 倒心盾翅藤
倒心盾翅藤（学名：Aspidopterys obcordata），为金虎尾科盾翅藤属下的一个植物种。